# نایک اسلاویک
نایک اسلاویک (به انگلیسی: Nyke Slawik) (زاده ۱۹۹۴) سیاست‌مدار، عضو اتحاد ۹۰/سبزها و آلمانی است.
او یک زن ترنس است. او در سال ۲۰۲۱ به پارلمان آلمان راه یافت.